# المعمورة (دريكيش)
المعمورة قرية سورية في ناحية دوير رسلان في منطقة دريكيش التابعة لمحافظة طرطوس.